# رايموند إف. ريس
رايموند إف. ريس (بالإنجليزية: Raymond F. Rees)‏ هو محامي أمريكي، ولد في 29 سبتمبر 1944.